# Gordie Robertson
Gordon (Gordie) Robertson  (Castlegar, 25 juni 1926 - Nelson, 10 oktober 2019) was een Canadees ijshockeyer. 
Robertson was met zijn ploeg de Edmonton Mercurys de Canadese vertegenwoordiging tijdens de Olympische Winterspelen 1952 in Oslo, Robertson speelde mee in alle acht de wedstrijden en maakte vier doelpunten. Robertson won met zijn ploeggenoten de gouden medaille.
Robertson haalde met zijn ploeg Trail Smoke Eaters de finale van de Allan Cup in 1960 maar verloor deze finale. Indien de Trail Smoke Eaters hadden gewonnen, waren ze de Canadese vertegenwoordigen voor de Olympische Winterspelen 1960.
Na deze nederlaag beëindigde Robertson zijn carrière.